# 我是陽光的
《我是陽光的》為陳慧琳的國語專輯，於2005年9月16日全亞洲同步發行，並於2005年12月1日推出中國內地第二版。

### CD
| 曲序 | 曲名                     | 作曲     | 作詞   | 編曲   | 歌曲監製 | 附註                                             |
| 01   | 自由                     | 雷頌德   | 姚謙   | 雷頌德 | 雷頌德   | 內地第一主打 海飛絲中國大陸廣告歌                |
| 02   | 穿越時空遇見你           | 和泉一弥 | 徐世珍 | 屠穎   | 馬毓芬   | 改編《Fall in Love》                             |
| 03   | 兩個世界                 | 伍仲衡   | 邱瓈寬 | 劉志遠 | Jim Lee  |                                                  |
| 04   | 糖衣與巧克力             | 彭靖惠   | 卓伸穎 | 劉志遠 | Jim Lee  |                                                  |
| 05   | 我是陽光的               | 藍又時   | 鄧佳誼 | 劉志遠 | Jim Lee  | 香港第二主打                                     |
| 06   | 再見北極雪﹝周傳雄合唱﹞ | 周傳雄   | 厲曼婷 | 張瑞成 | 周傳雄   | 改編《北極雪》 原收錄在周傳雄專輯 "星空下的傳說" |
| 07   | 短消息                   | 周傳雄   | 周傳雄 | 張瑞成 | 周傳雄   | 香港第三主打                                     |
| 08   | 你太冷靜                 | 雷頌德   | 方文山 | 雷頌德 | 雷頌德   |                                                  |
| 09   | 今生你作伴               | 張亞東   | 化方   | 鄭偉   | 張亞東   | 電視劇《白蛇傳》插曲                             |
| 10   | 希望                     | 任世現   | 鄭櫻綸 | 劉志遠 | 金培達   | 電視劇《大长今》主题曲 同曲曲目：張韶涵《娃娃》  |
| 11   | 思念                     | 任世現   | 鄭櫻綸 | 褚鎮東 | 金培達   | 電視劇《大长今》插曲                             |
| 12   | 放（粵）                 | 雷頌德   | 黃偉文 | 雷頌德 | 雷頌德   | 香港第一主打 海倫仙度絲香港廣告歌 《自由》國語版 |

### DVD
1. 自由 MV 製作特輯
2. 自由 MV
3. 穿越時空遇見你 MV
4. 兩個世界 MV
5. 我是陽光的 MV
6. 短消息 MV
7. 你太冷靜 MV
8. 放 MV (國內第2版除外)

## 相關獎項
- 2005年TVB8金曲榜頒獎典禮 — 金曲獎（希望）
- 中國原創歌曲總評榜 - 港台地區最佳歌曲：希望
- 百度十大流行金曲風雲榜 - 希望（上榜114天，歷史總搜索量為16203118人次）

## 相關網站
陳慧琳官方網站
1. ↑  . 新浪网.   [2019-02-03]. （原始内容存档于2020-08-13）.
2. ↑  . 新浪娱乐首页_娱乐新闻_新浪网. 2005-09-23  [2021-02-07]. （原始内容存档于2006-02-23） （中文）.
3. 1 2  . music.yule.sohu.com.   [2019-02-03]. （原始内容存档于2020-02-20）.